# 富田富貴雄
富田 富貴雄（とみた ふきお、1933年〈昭和8年〉 - 2022年〈令和4年〉6月26日）は、日本の書家、書写・書道教育学者。岡山大学名誉教授、四国大学名誉教授。専門は書写・書道教育、書学書道史。位階勲等は従四位瑞宝小綬章。

## 略歴
- 1956年 岡山大学教育学部卒業
- 1977年 鳥取大学教育学部専任講師
- 1980年 岡山大学教育学部助教授
- 1985年 公益財団法人日本書道教育学会評議員
- 1986年 全国大学書写書道教育学会理事
- 1989年 岡山大学教育学部教授
- 1993年 岡山大学教育学部附属幼稚園長（併任）
- 1997年 日本教育大学協会全国書道教育部門会監査
- 1999年 岡山大学教育学部退官、岡山大学名誉教授、四国大学教授
- 2007年 四国大学名誉教授

## 著作
- 『書写教育-理論と授業実践-』西日本法規出版、1986年。
- 『日本書道史概説』西日本法規出版、1987年。ISBN 978-4931220010。
- 『新訂許容字体の手引』社団法人養和書道院、1990年。
- 『史的観点に基づく書写教育の研究』大学教育出版、1990年。ISBN 4-88730-167-7。
- 『心正筆法論の研究』社団法人養和書道院、1999年。
- 『臨書之為之手引 蘭亭叙』社団法人養和書道院、1999年。ISBN 4-93122-011-8。
- 『臨書之為之手引 隋智永 真草千字文』社団法人養和書道院、2001年。